# Ministério da Economia, Comércio e Indústria do Japão
O Ministério da Economia, Comércio e Indústria (経済産業省, Keizai-sangyō-shō) ou METI, é um Ministério do Governo do Japão. Ele foi criado pela Reforma do Governo Central de 2001 quando o Ministério de Comércio Internacional e Indústria fundiu-se com as agências de outros ministérios relacionados às atividades econômicas, como a Agência de Planejamento Econômico. A atual Ministra é Yuko Obuchi.
O METI tem jurisdição sobre uma ampla área política, contendo as políticas comercial e industrial do Japão, segurança da energia, controle de exportações de armas, "Cool Japan" etc. O METI é conhecido por sua atmosfera liberal e os oficiais do METI são bem conhecidos por sua excelência. Ele é normalmente chamado de "agência de recursos humanos" por seus líderes em políticas, negócios e área acadêmica.